# Phrynops tuberosus
Phrynops tuberosus (tortuga de cuello ladeado de Peter) es una especie de tortuga de la familia Chelidae endémica de América del Sur.

## Taxonomía
En el pasado, Phrynops tuberosus había sido considerada una subespecie de Phrynops geoffroanus, pero actualmente se reconoce como una especie diferente.

## Lectura Adicional
- Boulenger, George Albert. 1889. Catalogue of the Chelonians, Rhynchocephalians, and Crocodiles in the British Museum (Natural History). New Edition. London: Trustees of the British Museum (Natural History). (Taylor and Francis, printers). x + 311 pp. + Plates I-VI. (Hydraspis tuberosa, p. 233).